# Günther Rall
Günther Rall (10. března 1918 Gaggenau, Německo – 4. října 2009) byl s 275 sestřely třetím nejúspěšnějším stíhacím esem Luftwaffe během druhé světové války.

## Život
Günther Rall se narodil 10. března 1918 v Gaggenau, malém městě v pohoří Schwarzwald. Když mu byly tři roky, tak se jeho otec, který byl obchodník, odstěhoval i s celou rodinou do Stuttgartu. Zde získal mladý Günther základní vzdělání a vystudoval i střední školu. Poté byl na základě všeobecné branné povinnosti odvelen do armády. Obecná branná povinnost platila v celém Německu až do roku 1936. Rall byl nejprve přidělen k 8. pěšímu pluku, ovšem brzy byl vybrán do důstojnického kurzu. Vzhledem ke svým schopnostem, kterými vynikal mezi svými kolegy, získal souhlas nadřízených a byl povýšen do důstojnické hodnosti. U pozemního vojska sloužil až do roku 1938. V srpnu 1938 se rozhodl pro kariéru u Luftwaffe. Byl vybrán jako kandidát na pilota stíhacího letectva a během jednoho roku absolvoval v Neubibergu nedaleko Mnichova celý výcvikový program. Po dokončení pokročilého výcviku byl v roce 1939 převelen k 52. stíhacího křídlu, Jagdgeschwader 52 (JG 52).
Prvního bojového nasazení se zúčastnil na jaře roku 1940 nad Francií. 12. května 1940 dosáhl prvního sestřelu, když sestřelil Curtiss Hawk 75 patřící 2. stíhací letce 5. francouzského křídla. Pilotem sestřeleného letounu byl československý stíhací pilot Otto Hanzlíček (1911-1940) Escadrille Lafayette 3. letka GC II/5. Toto vzdušné vítězství však Günthera stále značné poškození jeho vlastního Messerschmittu Bf 109E.

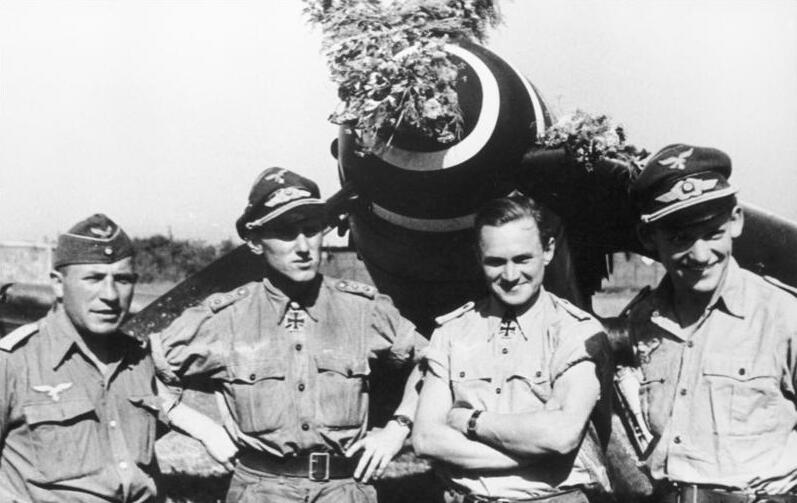
Günther Rall (druhý zleva) s kamarády po dosažení 200. vzdušného vítězství, Ukrajina, srpna 1943

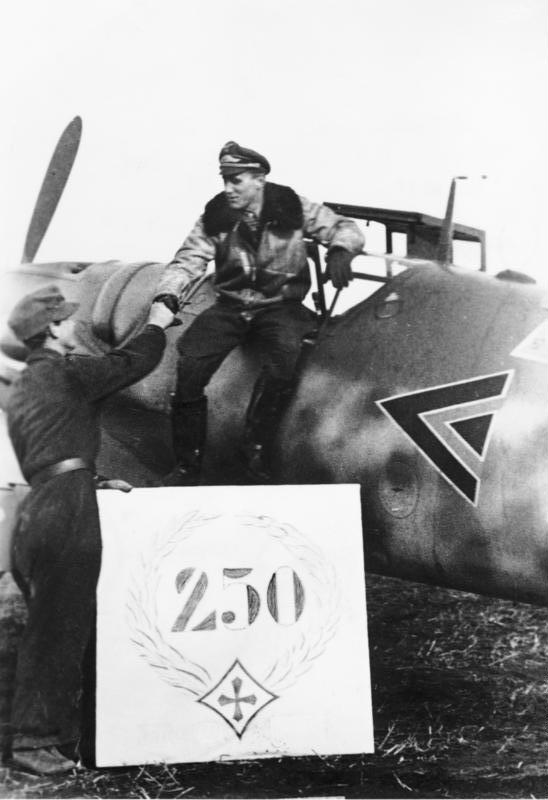
Günther Rall po dosažení 250. vzdušného vítězství, listopad 1943

V létě 1940 během bitvy o Británii utrpěla Jagdgeschwader 52 vážné ztráty. Během dvou týdnů jednotka ztratila svého velitele a přišla o technické a pomocné zázemí. Zabiti byli také tři další vyšší důstojníci. Nevyhnutelně musely následovat personální posuny, které zasáhly i Günthera Ralla. 25. července 1940 nahradil poručíka Lothara Ehrlicha sestřeleného nad kanálem La Manche na pozici velitele 8. letky skupiny. Koncem roku 1940 byla JG 52 přemístěna na Balkán, kde byla pověřena úkolem chránit těžební pole v rumunské Ploješti. Kvůli povinnosti držet pohotovost na zemi nedocházelo v té době k obzvláště intenzivnímu bojovému létání. Teprve když na východní frontě začaly vojenské operace, bylo vrchní velitelství nacistické Luftwaffe nuceno aktivovat tuto jednotku a přesunout ji do jižní části sovětsko-německé fronty. Letka, jíž Rall velel, byla přesunuta na poloostrov Krym. Odtud operovala a účastnila se leteckých operací nad řekou Don. Rall se tehdy mohl pyšnit sestřelením 35 nepřátelských letadel. Dne 28. listopadu 1941, když nad Rostovem dosáhl dalšího vítězství, udělal chybu základní - nevěnoval pozornost prostoru za sebou. Mezitím se další sovětský stíhač, střežící na čísle právě sestřeleného kolegu, dostal Rallovi za ocas a vypálil na jeho Bf 109 dlouhou dávku. Rall tento incident později popsali v rozhovoru:
"Letěl jsem mezi Taganrogem a Rostovem. V těch dnech byly silné mrazy. Teplota klesala až na minus 40. Odpoledne jsem odstartoval na jednu z misí, kterým jsme říkali Sweepy (lety, při kterých stíhači létali nad určité území a vyhledávali vzdušné či pozemní cíle, na které pak útočili), při kterých jsme se chtěli ve vzduchu setkat s nějakými Rusy. Když jsme startovali, už se stmívalo. Vedl jsem souboj s ruským pilotem a v plamenech ho poslal k zemi. Bylo již úplné šero a viditelnost byla mizerná. Přestal jsem být ostražitý a nějaký Rus se mi dostal za ocas. Náboje z jeho zbraní zničily můj motor, a protože to bylo už za frontovou linií, otočil jsem se a snažil se dosáhnout německé linie. V těch místech neprocházela v té době frontová linie, ale přesto jsem nedaleko zahlédl skupinu tanků. Letěl jsem dál na západ a chystal jsem se na nouzové přistání. Všiml jsem si, že místo, které jsem si vybral pro přistání, protíná ve směru letu malý kaňon. Ještě ke všemu jsem přistál příliš velkou rychlostí... Letadlo se tvrdě dotklo země, ale okamžitě znovu odskočilo do vzduchu. Přeskočil jsem malý kaňon a potlačil páku řízení. Přistál jsem na břicho a na druhé straně havaroval. Poslední, na co si pamatuji, byla stěna přede mnou, která se na mě řítila, hrozný rámus a pak jsem omdlel. Zbytek příběhu znám z vyprávění pilota, který se mnou letěl na čísle. Kroužil nade mnou a čekal, co se bude dít. Při havárii se odtrhla křídla i motor. Díky bohu, protože alespoň nevznikl požár. Bezvládně jsem visel ve vraku, ale naštěstí byl nedaleko německý tank. Posádka vyskočila ven a vytáhla mě z kabiny. Byl jsem v bezvědomí a vůbec si nepamatuji, jak jsem se dostal ven. Probral jsem se pozdě v noci ve vypálené škole v Taganrogu. Byla to jakási stanice první pomoci, kde neměli ani potřebné zdravotnické vybavení..."
Celá tato událost nezůstala bez následků. Rall utrpěl těžké zranění páteře, která byla poškozena na třech místech. Následně byl rychle eskortován do Rumunska a později do Vídně. Jeho hospitalizace trvala devět měsíců.

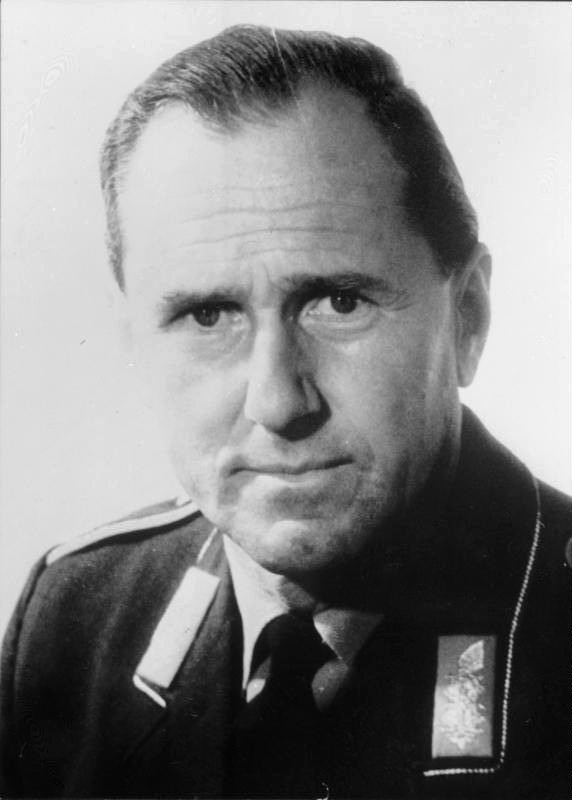
Günther Rall jako generál a inspektor letectva v roce 1974

Po uzdravení, za které vděčil své mimořádně silné vůli a odhodlání k návratu, se v srpnu 1942 vrátil k aktivnímu bojovému létání. Během bojové činnosti nad Kavkazem sestřelil celkem 26 sovětských letadel. Byl jmenován velitelem 8. letky a po sestřelení 65. nepřátelského letadla byl vyznamenán Železným křížem. O sedm týdnů později dosáhl jubilejního 100. vítězství. Jako uznání za jeho bojové zásluhy a mimořádnou odvahu ho Hitler osobně vyznamenal dubovými ratolestmi. Mezi dubnem 1943 a březnem 1944 velel Rall 3. letce JG 52. Zvláštní význam mělo jeho stošestnácté vítězství, které dosáhl 20. dubna 1943. Bylo to i zároveň 500. vítězství celé skupiny, navíc ohlášené na den Hitlerových narozenin. Ke svému překvapení se Rall stal středem pozornosti německých novinářů. Günther Rall se nikdy neztotožnil s nacistickým režimem Třetí říše. Plnil své povinnosti pilota a důstojníka jak nejlépe mohl. Důvod byl jednoduchý - byla válka, bylo nutné zabíjet. Letní měsíce roku 1943 přinesly Rallovi další úspěchy. V červenci dosáhl celkem 22 vzdušných vítězství a v srpnu 33 vítězství. Dne 29. srpna 1943 ohlásil jako třetí pilot Luftwaffe sestřelení dvoustého nepřátelského letadla, a to v 555 bojových letech. Za tento úspěch získal 12. září 1943 ke svému Železnému kříži meče. Dne 28. listopadu 1943 zaznamenal své 250. vzdušné vítězství.
V dubnu 1944 se major Rall vrátil z východní fronty a byl převelen k obraně Říše. Během jednoho z prvních letů nad západní Evropou byl 12. května 1944 jeho Messerschmitt Bf 109G sestřelen Američanem, který letěl na stroji P-47 Thunderbolt. Začátkem března 1945 Rall převzal velení zbytku jednotky JG 300. Celá Luftwaffe v té době již nebyla významnou útočnou silou. Podnikl přes 700 letů a dosáhl 275 vítězství, většinu na Východě. Byl 8x sestřelen, 7x nouzově přistál a jednou vyskočil s padákem. Létal na strojích Messerschmitt Bf 109F-4, G-2, Bf 109E, G-5, G-6 a na Fw 190D.
Günthera Ralla po válce vyslýchala britská tajná služba. V roce 1956 vstoupil do obnoveného západoněmeckého letectva. Létal ještě na strojích F-84 Thunderjet a F-104 Starfighter. Dosáhl generálské hodnosti a stal se inspektorem letectva. Do důchodu odešel v roce 1975. Zemřel 4. října 2009 ve věku 91 let.

## Vyznamenání
- Německý kříž, zlatý (15.12.1941)
- Rytířský kříž Železného kříže (04.09.1942)
- Rytířský kříž Železného kříže, s dubovou ratolestí, 134. držitel (26.10.1942)
- Rytířský kříž Železného kříže, s dubovou ratolesti a meči, 34. držitel (12.09.1943)
- , zlatý (1939)
- , černý (1939)
- Odznak protipartyzánského boje, stříbrný